# Éparchie du Caire des Maronites
L'éparchie du Caire des Maronites (en latin : eparchia Cahirensis Maronitarum) est une église particulière de l'Église catholique en Égypte, au Soudan et au Soudan du Sud.

## Territoire
L'éparchie couvre l'Égypte, le Soudan et le Soudan du Sud.

## Histoire
L'éparchie est érigée le 22 juin 1946, par la bulle Inter praecipuas du pape Pie XII.

## Cathédrale
La cathédrale Saint-Joseph du Caire est l'église cathédrale de l'éparchie.

## Éparques
- 1946-1965 : Pietro Dib[3]
- 1965-1972 : vacant
- 1972-1989 : Joseph Merhi (en), ML[4]
- 1989-2005 : Joseph Dergham[5]
- 2005-2012 : François Eid (it), OMM[6]
- depuis 2012 : Georges Chihane[7]